# 希洛 (喬治亞州)
希洛（英語：Shiloh）是一個位於美國喬治亞州哈里斯縣的城市。

## 地理
希洛的座標為32°48′36″N 84°41′45″W / 32.81000°N 84.69583°W，而該地的平均海拔高度為272米（即892英尺）。

## 人口
根據2010年美國人口普查的數據，希洛的面積為5.90平方千米，當中陸地面積為5.80平方千米，而水域面積為0.10平方千米。當地共有人口445人，而人口密度為每平方千米75.42人。